# Онекотан
Остров Онекотан (на руски: Онекотан), разположен в най-северния край на Курилските острови, е остров, образуван в резултат на вулканична дейност, част от Тихоокеанския огнен пръстен. Територията на острова е 315 кв. км. Дължината му е 42,5 км, а ширината – 11 – 16,7.
На острова се намират два активни стратовулкана – Немо в северната част и Вулкан на Креницин – в южната.